# Куркурина, Анна Ивановна
Анна Ивановна Куркурина (род. 25 августа 1966, Краматорск, Украина) — украинская спортсменка и тренер, абсолютная чемпионка мира по пауэрлифтингу 2008, 2010 и 2012 годов, обладательница 14 рекордов.

## Биография
Родилась 25 августа 1966 года в Краматорске Донецкой области (УССР). Окончила биологический факультет, кафедра зоологии ДонНУ. Работала преподавателем биологии в средней школе. Затем работала зоотехником в отделе хищных животных Николаевского зоопарка.
С 1998 года ведет тренировки в фитнес-клубах по уникальной авторской методике. Основные занятия предназначены для женщин, тренировка на сушку и проработку всех необходимых мышц. Комплексы тренировок рассчитаны как на режим наращивания, так и сушки мышц, предлагают оптимальный режим загрузки и разгрузки. Разрабатывает индивидуальные программы для людей с определёнными ограничениями или заболеваниями. Придерживается главного принципа медицины — не навреди. Призывает не гнаться за сиюсекундными результатами, а заниматься спортом на постоянной основе — сделав его стилем жизни.
Более 17 лет ведет тренерскую деятельность. Проводит профессиональные мастер-классы и семинары для тренеров. Выпустила ряд компакт-дисков с комплексом тренировок «Сделай себя сам!». Более 5 лет ведет канал на YouTube с публикацией новых тренировок и методов, позволяющих тренироваться где угодно: дома, на берегу моря, что считает не менее эффективным, чем посещение клуба. Регулярно принимает участие как эксперт многочисленных ток-шоу на телевидении.
В 2008, 2010 и 2012 годах она становилась абсолютной мировой чемпионкой по пауэрлифтингу.

## Личная жизнь
Открытая лесбиянка.
Имеет пять кошек, занимается волонтёрством, помогает бездомным животным.
Нет собственного жилья, в 2017 году потеряла комнату в общежитии, где была прописана.
В интервью призналась в использовании допинга.